# Hambergen
Hambergen ist eine Gemeinde der Samtgemeinde Hambergen und liegt am Nordrand des Landkreises Osterholz in Niedersachsen.

## Geografie
Hambergen liegt in der Norddeutschen Tiefebene 37 Kilometer nördlich von Bremen. Es ist die einwohnerstärkste Gemeinde in der Samtgemeinde. Auf einer Fläche von etwa 30 Quadratkilometern leben über 5400 Bewohner. Das alte Dorf hat damit die Funktion eines Zentrums innerhalb der Samtgemeinde.
Hambergen besteht aus den Ortsteilen Hambergen, Heilsdorf, Heißenbüttel, Kiebitzsegen, Oldenbüttel, Spreddig und Ströhe. Hambergen entwickelte sich auch wegen seiner guten Verkehrsanbindungen an Bremen und Bremerhaven zu einer beliebten Wohngemeinde im Landkreis Osterholz.

## Geschichte
Hambergen wurde als kleines Gut Ambergen im Besitz des Erzbischofs von Bremen erstmals 1056 urkundlich erwähnt. Die Flurbezeichnung Up den Eddelhofe ist noch ein aktueller Hinweis auf das Gut. Hier war der Kern des alten Dorfes. Die Ritter von Luneberg waren oft Kämmerer im Erzbistum Bremen. Früher lebten hier der germanische Stamm der Chauken, die dann in die Sachsen aufgingen. Die alte Pippelnburg befand sich nordwestlich von Hambergen; heute ein kleiner, mit Bäumen bewachsener Hügel.
Die Bauern aus Hambergen mit ihren vereinzelt liegenden Siedlungen und Höfen errichteten 1335 eine eigene Kapelle als Nebenstelle der Scharmbecker Hauptkirche, zu der sie kirchlich gehörten. 1546 erhielt Hambergen einen eigenen Geistlichen. 1581 wurde die Kapelle durch einen Anbau vergrößert.
Von 1536 stammte ein altes Hamberger Höferegister mit 22 Höfen. 1670 lebten etwa 400 Menschen im Ort. Bekannt ist der Bullwinkeler Hof mit 84 Morgen Land, auf dem bis 1846 eine Wassermühle betrieben wurde.
1752 wurde eine barocke Kirche erbaut, die 1850 eine Orgel erhielt. Während der Napoleonischen Kriege mussten Truppen vieler Nationalitäten – Franzosen, Engländer, Schotten, Holländer und Russen – geduldet und aufgenommen werden; 1806 waren es sogar sechshundert englische Soldaten, die versorgt wurden. Von 1811 bis 1813 war Hambergen im französischen Canton Osterholz.
Aus Wald, Heide und sumpfigen Niederungsgebieten des Giehler Baches wurde zunehmend eine landwirtschaftliche Kulturlandschaft. Im 19. Jahrhundert nahmen Handwerk und Gewerbe zu; es entstanden zudem die Torfstreufabrik, zwei Ziegeleien, eine Zigarrenfabrikation, die Braunbierbrauerei und eine Schnapsbrennerei. Die Bahnlinie von Bremen nach Geestemünde mit den Bahnhöfen in Lübberstedt und in Oldenbüttel beschleunigte seit 1862 die Entwicklung des Ortes.
Eingemeindungen
Am 1. März 1974 wurde ein Teil der aufgelösten Gemeinde Freißenbüttel eingegliedert.

## Politik

### Gemeinderat und Bürgermeister
Die Kommunalwahl vom 12. September 2021 führte zu folgendem Ergebnis:
| Partei / Liste        | Stimmenanteil | +/− %p | Sitze | +/− |
| SPD                   | 57,1 %        | − 5,5  | 10    | − 1 |
| CDU                   | 18,1 %        | + 4,7  | 3     | − 1 |
| Bündnis 90/Die Grünen | 7,6 %         | +7,6   | 1     | +1  |
| UKA*                  | 6,4 %         | − 0,1  | 1     | ± 0 |
| AfD                   | 4,2 %         | + 4,2  | 1     | + 1 |
| FDP                   | 3,7 %         | + 3,7  | 1     | + 1 |
| Linke                 | 2,9 %         | − 1,7  | 0     | − 1 |
| NPD                   | –             | − 3,6  | –     | –   |

* Unabhängiger Kommunalpolitischer Arbeitskreis
Bürgermeisterin ist seit 2021 Frauke Schünemann (SPD). Sie ist ebenfalls stimmberechtigtes Mitglied des Rates.
Ein Verwaltungsausschuss unter Vorsitz der Bürgermeisterin sowie ein Umwelt-, Wege-, Bau- und Planungsausschuss, ein Finanz- und Fremdenverkehrsausschuss sowie ein Ausschuss für Jugend-, Senioren-, Sport und Kultur sind beratend tätig.

### Bürgermeister der Gemeinde
| 2021 – heute | SPD  | Frauke Schünemann   |
| 2014–2021    | SPD  | Gerd Brauns         |
| 2005–2014    | SPD  | Reinhard Kock       |
| 1973–2005    | SPD  | Uwe Brauns          |
| 1964–1973    | SPD  | Fritz Schnackenberg |
| 1953–1964    | DP   | Ludwig Ficken       |
| ------------ | ---- | ------------------- |
| 1948–1953    | SPD  | Julius Mahnke       |
| 1946–1948    | SPD  | Wilhelm Richter     |
| 1945–1946    | SPD  | August Engelhard    |
| 1945         | ohne | August Tecklenburg  |

### Wappen
Im Wappen der Gemeinde wird die 1335 errichtete Kapelle gezeigt. Durch den silbernen Dreiberg wird die Lage des Dorfes auf den Geesthügeln dargestellt. Im Schildfuß erinnert der blaue Bach an das Quellgebiet der Hamme. Die grüne Grundfarbe symbolisiert den Waldgürtel und die Landwirtschaft.

### Gemeindepartnerschaften
- Hambergen unterhält eine Partnerschaft mit der Gemeinde Villers-Saint-Paul im Département Oise in Frankreich.

## Kultur und Sehenswürdigkeiten

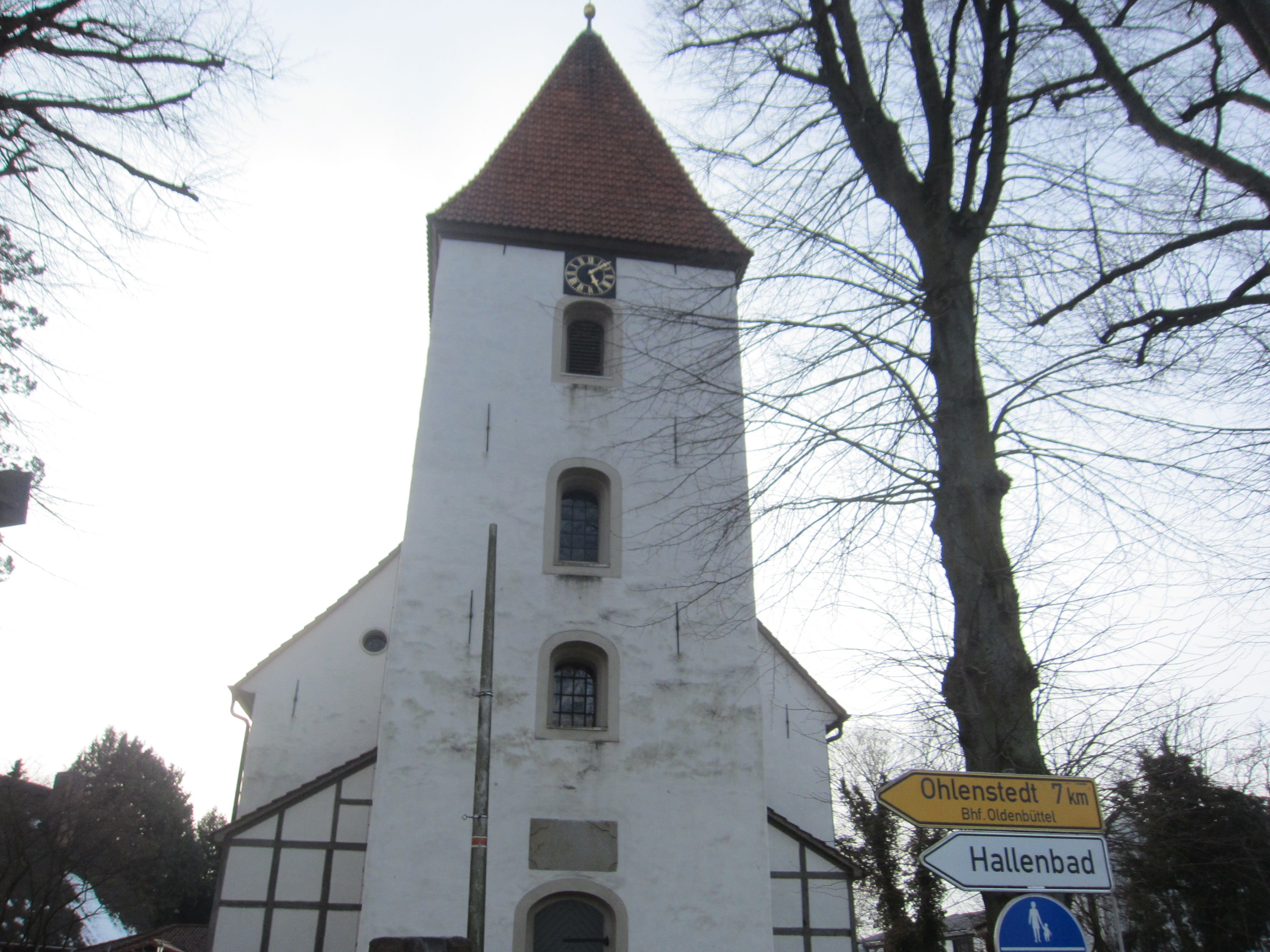
St.-Cosmae-und-Damiani-Kirche zu Hambergen

- Ev.-luth. Kirche St.-Cosmae-und-Damiani von 1752 im Barockstil
- Wohn- und Wirtschaftsgebäude Bahnhofstraße 2 als Pfarrhaus von 1794, heute Kirchengemeindehaus
- Hofanlage Ströher Straße 7 von 1821 in Fachwerk
- Hofanlage Bahnhofstraße 28 von 1867 in Fachwerk
- Bahnhof Oldenbüttel von um 1890
- Villa Bremer Straße 4 von um 1900, heute Jugendfreizeitstätte Altes Rathaus
- Museumsanlage Ströhe-Spreddig, Moorkate nach historischem Vorbild in Spreddig
- Teil des Naturschutzgebietes Heilsmoor

## Wirtschaft und Verkehr

### Wirtschaft
Bedeutung für Hambergen hat der Dienstleistungsbereich. Vor 1945 erlangte Hambergen durch den Hufbeschlag regionale Bedeutung.
Von den 1970er bis Mitte der 1980er Jahre war Kaffee Hag im Ortsteil Kiebitzsegen ansässig. Mehrere Gewerbegebiete bieten Platz für produzierendes Gewerbe; das Gewerbegebiet im Ortsteil Kiebitzegen ist durch mehrere Firmen belegt. Seit 2013 wird verstärkt Solarstrom erzeugt.
Gegenüber einem älteren Windpark im Grenzbereich der Gemeinden Hambergen und Wallhöfen sollte im Grenzbereich der Gemeinden Lübberstedt und Hambergen ein weiterer Windpark entstehen, der im 2. Quartal 2016 in Betrieb genommen werden sollte. Die sieben Anlagen sind 186 Meter hoch und erzeugen mit 57 Millionen Kilowattstunden pro Jahr Strom für 18.000 Haushalte. Die baulichen Investitionen belaufen sich auf knapp 35 Millionen EURO.

### Verkehr
Es besteht am Bahnhof Oldenbüttel ein Anschluss an die Bahnstrecke Bremen–Bremerhaven. Im Straßenverkehr bildet die Bundesstraße 74 Bremen–Stade eine Hauptverkehrsachse. Die Grüne Küstenstraße und die Deutsche Märchenstraße führen durch den Ort. In etwa zehn Kilometer Entfernung verläuft die A 27 (Autobahndreieck Walsrode–Cuxhaven).

## Sonstiges
Am 1. Juli 1942 heiratete der spätere Bundeskanzler Helmut Schmidt in der St.-Cosmae-und-Damiani-Kirche zu Hambergen Hannelore „Loki“ Schmidt (geb. Glaser). Dort hatte sie bei Kriegsausbruch ein mehrwöchiges Landschulpraktikum absolviert.